# NPO
«Корпорация общественного радиовещания Нидерландов» (нидерл. Stichting Nederlandse Publieke Omroep) — организация, осуществляющая руководство общественным теле- и радиовещанием в Нидерландах.

## Деятельность
Корпорация осуществляет:
- координацию теле- и радиопередач, выпускаемых осуществляющими теле- и радиовещание ассоциациями по следующим по телепрограммам «НПО 1», «НПО 2», «НПО 3», «НПО 101», «НПО Бест», «НПО Культура», «НПО Ниувс», «НПО Политиек», «НПО Запп Эксра», радиопрограммам «НПО Радио 1», «НПО Радио 2», «НПО 3ФМ», «НПО Радио 3», «Функс»;
- финансирование ряда ассоциаций, осуществляющих теле- и радиовещание;
- продажу рекламного времени в теле- и радиопрограммах корпорации;
- продажу другим телеорганизациям прав на разовый показ фильмов, телефильмов и телесериалов, снятых по заказу корпорации, издание их на видеоносителях, продажу прав на создание по их мотивам других художественных произведений (приквелов, сиквелов, римейков, новеллизаций, комиксных адаптаций) и производство сопутствующей продукции, продажу другим радиоорганизациям прав на создание по мотивам его радиоспектаклей других радиоспектаклей и других художественных произведений (экранизаций, новеллизаций, театральных адаптаций), издание их на аудионосителях;
- заказ производства фильмов, телефильмов и телесериалов, заказ производства радиоспектаклей;
- производство независимых исследований качества теле- и радиопередач[2]

## Управление
Руководство корпорацией осуществляют:
- Наблюдательный совет (raad van toezicht)[3], избираемый наблюдательными советами ряда ассоциаций осуществляющих теле- и радиовещание;
- Административный совет (raad van bestuur), избираемый Наблюдательным советом.

## Членство в международных организациях
Корпорация является действующим членом Европейского вещательного союза.

## Награды
В 2013 году корпорация стала обладателем награды престижного фестиваля «Prix Europa» в номинации «Лучший сценарий телевизионного игрового кино» (за сценарий фильма «The Deflowering of Eva Van End»", написанный Евой Барнорн в сотрудничестве с NPO).